# Novoșahtinsk
Novoșahtinsk (în rusă Новошахтинск) este un oraș din Regiunea Rostov, Federația Rusă și are o populație de 101.131 locuitori.